# جوائز الفلم الأوروبي الحادية والعشرون
أُقيم حفل توزيع جوائز الفيلم الأوروبي السنوية ال21 في 6 ديسمبر 2008 في كوبنهاغن، الدنمارك.

## الفائزون والمرشحون

### أفضل ممثل أوروبي
توني سيرفيلو - Gomorrah (Gomorra)and Il Divo
- مايكل فاسبندر - جوع
- ثير لاندهارد ومادس ميكلسن -  Flame & Citron (Flammen & Citronen)
- جيمس مكافوي - تكفير
- يورغن فوغل - The Wave (Die Welle)
- إلمار فيبر - Cherry Blossoms (Kirschblüten - Hanami)

### أفضل ممثلة أوروبية
كريستين سكوت توماس - I've Loved You So Long (Il y a longtemps que je t'aime)
- هيام عباس - شجرة ليمون
- أرتا دوبروشي  [لغات أخرى]‏ - لورنا والصمت
- سالي هوكينز - Happy-Go-Lucky
- بيلين رويدا - دار الايتام
- اورسولا فيرنر - Cloud 9 (Wolke Neun)

### أفضل تركيب أوروبي
ماكس ريختر - فالس مع بشير
- Tuur Florizoone[الإنجليزية] - Moscow, Belgium (Aanrijding in Moscou)
- داريو ماريانيللي - تكفير
- Fernando Velázquez - دار الايتام

### أفضل مخرج أوروبي
ماتيو غاروني - Gomorrah (Gomorra)
- لوران كانتيه - الصف
- أندرياس دريسين - Cloud 9 (Wolke Neun)
- آري فولمان - فالس مع بشير
- ستيف ماكوين - جوع
- باولو سورينتينو - Il Divo

### أفضل فيلم أوروبي
Gomorrah (Gomorra)
- الصف
- Happy-Go-Lucky
- Il Divo
- دار الايتام
- فالس مع بشير

### أفضل كاتب سيناريو أوروبي
Maurizio Braucci، Ugo Chiti، جياني دي جريجوريو، ماتيو غاروني، Massimo Gaudioso وروبرتو سافيانو - Gomorrah (Gomorra)
- سهى عراف وعيران ريكليس - شجرة ليمون
- آري فولمان - فالس مع بشير
- باولو سورينتينو - Il Divo

## وصلات خارجية
- مقالات تستعمل روابط فنية بلا صلة مع ويكي بيانات